# RARRES1
RARRES1 (англ. Retinoic acid receptor responder 1) – білок, який кодується однойменним геном, розташованим у людей на короткому плечі 3-ї хромосоми.  Довжина поліпептидного ланцюга білка становить 294 амінокислот, а молекулярна маса — 33 285.
| 10         |  | 20         |  | 30         |  | 40         |  | 50         |
| ---------- |  | ---------- |  | ---------- |  | ---------- |  | ---------- |
| MQPRRQRLPA |  | PWSGPRGPRP |  | TAPLLALLLL |  | LAPVAAPAGS |  | GDPDDPGQPQ |
| DAGVPRRLLQ |  | QAARAALHFF |  | NFRSGSPSAL |  | RVLAEVQEGR |  | AWINPKEGCK |
| VHVVFSTERY |  | NPESLLQEGE |  | GRLGKCSARV |  | FFKNQKPRPT |  | INVTCTRLIE |
| KKKRQQEDYL |  | LYKQMKQLKN |  | PLEIVSIPDN |  | HGHIDPSLRL |  | IWDLAFLGSS |
| YVMWEMTTQV |  | SHYYLAQLTS |  | VRQWKTNDDT |  | IDFDYTVLLH |  | ELSTQEIIPC |
| RIHLVWYPGK |  | PLKVKYHCQE |  | LQTPEEASGT |  | EEGSAVVPTE |  | LSNF       |

A: Аланін

C: Цистеїн

D: Аспарагінова кислота

E: Глутамінова кислота

F: Фенілаланін

G: Гліцин

H: Гістидин

I: Ізолейцин

K: Лізин

L: Лейцин

M: Метіонін

N: Аспарагін

P: Пролін

Q: Глутамін

R: Аргінін

S: Серин

T: Треонін

V: Валін

W: Триптофан

Задіяний у таких біологічних процесах як поліморфізм, альтернативний сплайсинг. 
Локалізований у мембрані.